# 大字報
大字報（だいじほう）は、中華人民共和国において発行されていた壁新聞のことである。毛沢東は大字報を非常に効果のある新式の武器であるとして、大衆のいる所で大字報を活用するということを強調した。大字報は1957年の反右派闘争以降に発展して、文化大革命（文革）の中で定着した。
1966年5月に北京大学講師の聶元梓らが大学の党委員会指導部を批判する大字報を学内に掲示し、これを毛沢東が評価したことで、大字報は造反（文革）派の情報伝達・宣伝手段として広く知られることになった。同年8月5日、毛沢東は「司令部を砲撃せよ 私の大字報（炮打司令部--我的一張大字報）」という論文を人民日報に発表した（当時開催中だった8期11中全会では2日後に出席者に配布された）。これは文字通りの大字報として張り出されたものではないが、「党の内部に存在しているブルジョア階級の司令部」として暗に劉少奇を批判したもので、文化大革命を発動させるに至った。
文革期間中、大字報は「大鳴」「大放」（いずれも自由な意見の表明）「大弁論」（議論）とともに「四大（中国語版）（民主）」とされ、1975年1月に採択された中華人民共和国憲法の第13条では「大いに見解をのべ，大胆に意見を発表し、大弁論をおこない、大字報をはることは、人民大衆が創造した社会主義革命の新しい形式である」と規定し、「国家に対する中国共産党の指導をうち固め、プロレタリア階級独裁をうち固めるのに役立たせる」ために「国家は人民大衆がこの形式を運用することを保障」するとされた。1978年に改正された憲法では45条で「公民の基本的権利」として規定された。
しかし、1978 - 1979年に起きた「北京の春」と呼ばれる民主化運動の中で、北京・西単の「民主の壁」に張られた大字報が次第に過激な政府批判に進んだことに対して、まず1979年3月29日に北京市党委員会が、集会・デモ・大字報の掲示等を規制する通告を発布。プロレタリア独裁、社会主義、中国共産党による指導、マルクス・レーニン主義と毛沢東思想に反対する大字報の張り出しや出版物の出版を禁止した。次いで北京市政府は1979年12月16日に、勤務先や学校以外で大字報を張れる場所を月壇公園内だけに限定し、事実上大字報の掲出を禁止した。翌1980年8月30日の第5期全国人民代表大会第3回会議でこの「四大民主」は公民権の規定から削除された。
韓国においても、1980年代の第五共和国の時代に、民主化運動の手段として、主に大学構内に貼られた壁新聞を「대자보（デジャボ）」と呼んでいる。